# Brauner Fleckenbär
Der Braune Fleckenbär (Diaphora luctuosa) ist ein Schmetterling (Nachtfalter) aus der Eulenfalter-Unterfamilie der Bärenspinner (Arctiinae).

## Merkmale

### Falter
Die Falter besitzen eine Flügelspannweite von 24 bis 29 Millimetern bei den Männchen und von 27 bis 35 Millimetern bei den Weibchen. Die Art zeichnet sich durch einen leichten Geschlechtsdimorphismus aus. Die Flügel der Weibchen haben eine trüb gelbbraune Farbe, diejenigen der Männchen sind dunkler braun. Über die Flügeloberflächen sind einige unregelmäßig angeordnete, schwarze Flecke verteilt, die bei einigen Exemplaren Binden ähnliche Querlinien bilden. Das Fleckenmuster ist an Außen- und Vorderrand deutlicher ausgeprägt. Die Fühler der Männchen sind doppelt gekämmt, diejenigen der Weibchen dunkel geringelt mit nur angedeuteten Kammzähnen. Der Thorax ist bei beiden Geschlechtern pelzig behaart.

### Raupe
Ausgewachsene Raupen sind schwarzgrau gefärbt. Auf der gesamten Körperlänge sind sie mit schwarzen Warzen versehen, aus denen schwarzbraune Haarbüschel ragen.

### Ähnliche Arten
Der Alpen-Fleckleibbär (Diaphora sordida) unterscheidet sich durch eine kräftigere Färbung sowie die mit weniger schwarzen Flecken versehenen und etwas schmaleren sowie dünner beschuppten Vorderflügel.

## Verbreitung und Vorkommen
Das Verbreitungsgebiet des Braunen Fleckenbär erstreckt sich von den östlichen Alpentälern über den Balkan bis zu den Schwarzmeerländern. Die Art besiedelt bevorzugt Steppen ähnliches Gelände, vegetationsarme Wiesen und Berghänge.

## Lebensweise
Die Hauptflugzeit der tag-, dämmerungs- und nachtaktiven Falter fällt in die Monate März bis Mai. Die Männchen fliegen tagsüber im Sonnenschein, besuchen nachts auch künstliche Lichtquellen. Die Weibchen halten sich in der Vegetation auf und sind flugträge. Die Raupen ernähren sich von den Blättern verschiedener niedrig wachsender Pflanzen. Sie verpuppen sich in einem Gespinst zwischen Blättern oder Moos.